# Weide (Bad Laasphe)
Weide is een plaats in de Duitse gemeente Bad Laasphe, deelstaat Noordrijn-Westfalen.